# بخش گرین (شهرستان شلبی، اوهایو)
بخش گرین (به انگلیسی: Green Township) یک منطقهٔ مسکونی در ایالات متحده آمریکا است که در شهرستان شلبی، اوهایو واقع شده‌است.
 بخش گرین ۶۵٫۳ کیلومتر مربع مساحت و ۹۲۷ نفر جمعیت دارد و ۳۳۰ متر بالاتر از سطح دریا واقع شده‌است.